# عمرو عبد الحميد (مذيع)
عمرو عبد الحميد هو المدير العام الحالي لقناة قناة تن الفضائية ومذيع مصري يقدم برنامج «البيت بيتك» في قناة تن وبرنامج «حوار القاهرة» في سكاي نيوز عربية في نفس الوقت، وعمل قبلها مراسلا لقناة الجزيرة في موسكو، ويقدم حاليا برنامج رأي عام على قناة تن.

## النشأة والمسيرة المهنية
بدأ مشواره الإعلامي في موسكو عام 1998، حيث عمل مراسلاً لإذاعة «بي بي سي» العربية وقدم برنامج «ما لا يقال» على بي بي سي عام 2012 عمل عمرو عبد الحميد لسنوات مراسلا لقناة الجزيرة في موسكو. بعد ذلك انضم لقناة سكاي نيوز عربية منذ انطلاقها حيث قدّم فيها الأخبار، ثم أصبح يقدم برنامج «حوار القاهرة» في نفس القناة. في يناير 2014 انضم لأسرة قنوات الحياة لتقديم برنامج (الحياة اليوم) حتى عام 2015  بعد ذلك أصبح يقدم برنامج «البيت بيتك» في قناة «تن» مع محافظته على تقديم برنامجه في سكاي نيوز عربية، بداية من مارس 2017 يقدم برنامج «رأي عام» على قناة «تن»

## الحياة الشخصية
متزوج من روسية اسمها «أولغا»  ولديه ابن اسمه دانيال 

## وصلات خارجية
- عمرو عبد الحميد على موقع الدهليز
- عمرو عبد الحميد على موقع قاعدة بيانات الأفلام العربية